# Parafia św. Jana Chrzciciela i Narodzenia Najświętszej Maryi Panny w Biskupcu
Parafia św. Jana Chrzciciela i Narodzenia NMP w Biskupcu – wchodzi w skład dekanatu biskupieckiego. Przed rokiem 1525 Biskupiec był siedzibą jednego z archiprezbiteratów warmińskich.

## Historia
Za datę powstania parafii przyjmuje się drugą połowę XIV wieku – kościół już istniał w czasie lokacji miasta przez biskupa warmińskiego Henryka Sorboma 17 października 1395.
W czasie wojny głodowej w roku 1414 kościół został spalony. Biskup Łukasz Watzenrode przeznaczył na jego odbudowę materiały z rozbiórki kościoła św. Ducha w Lidzbarku. Brak jest szczegółowych informacji, ale odbudowany kościół uległ zniszczeniu w czasie wojny polsko-krzyżackiej 1519-21. Nowy kościół konsekrował 26 kwietnia 1580 roku biskup Marcin Kromer. Wówczas w wieży kościelnej ulokowano szkołę. Szkoła parafialna w Biskupcu znana jest z 1565 r.
Bractwo różańcowe w parafii biskupieckiej znane jest z 1628 roku.
Drewniana wieża kościoła spłonęła 13 maja 1651 r., a odbudowano ją w 1668. Wieża ponownie spłonęła 26 lutego 1700, a odbudowano ją w roku 1717. W latach 1728–1734 odbudowywano ponownie kościół. Kościół został powiększony :przedłużono prezbiterium i dodano ołtarze boczne Przemienienia Pańskiego i św. Walentego. Kościół ten był wielkości obecnej nawy środkowej. Kościół był konsekrowany przez biskupa Michała Remigiusza Łaszewskiego 14 sierpnia 1735.
Ruch naturalny w parafii w 1772 roku: urodzeni – 151, zmarli -110, śluby – 35. Komunię św. wielkanocną przyjęło – 2240 wiernych.
Kościół ponownie spłonął 21 kwietnia 1766 wraz z wieżą i plebanią. Kościół odbudowano kilkanaście lat później ze składek z całej diecezji warmińskiej przy wsparciu biskupa Ignacego Krasickiego. Szczególną ofiarność wykazał właściciel Stanclewa Zygmunt Zeyguth Stanisławski, który opłacił budowę wieży kościelnej 1783 i zafundował organy gdańskie (przetrwały do 1922).
Kościół w roku 1838 przechodził konserwację. Kościół okazał się za mały dla zwiększającej się liczby parafian. Rozbudowę kościoła w roku 1881 rozpoczęto z inicjatywy proboszcza Edwarda Herrmanna. Dobudowano dwie boczne nawy z kaplicami i poszerzono chór. Kościół był konsekrowany już przez biskupa Edwarda Herrmanna 6 lipca 1908.
Kościół został spalony w czasie II wojny światowej, a odbudowano go w latach 1948-1949.

## Zasięg parafii
Do parafii w Biskupcu należeli w 1729 roku wierni z następujących wsi: Kojtryny, Kramarka, Nasy, Najdymowo, Parleza Wielka, Pudląg, Rukławki, Rzeck, Zabrodzie, Zazdrość, Bredynki i Rasząg a w roku 1938: Bredynki, Najdymowo, Rasząg, Rukławki i Rzeck.